# Ramaria subdecurrens
Ramaria subdecurrens är en svampart som tillhör divisionen basidiesvampar, och som först beskrevs av William Chambers Coker, och fick sitt nu gällande namn av Edred John Henry Corner. Ramaria subdecurrens ingår i släktet Ramaria, och familjen Ramariaceae. Arten har ej påträffats i Sverige.